# Nüzi chanzheng tongmenghui
Nüzi chanzheng tongmenghui ('Alliansen för kvinnors verksamhet inom politiken'), var en kinesisk kvinnorättsorganisation, grundad 20 februari 1912 och upplöst i mars 1913. Syftet var att verka för kvinnors rättigheter, däribland kvinnlig rösträtt.

## Bakgrund
År 1911 störtades kejsardömet i Kina. De olika revolutionära grupper som hade samarbetat för att störta monarkin, omvandlades nu till partier i det nybildade parlamentet för att skriva en konstitution för den nya republikanska staten. De kvinnliga medlemmarna i de olika revolutionära grupperna, främst Tang Qunying och de övriga kvinnliga medlemmarna i Tongmenghui-partiet, utgick till en början från att kvinnors rättigheter skulle ingå i den nya konstitutionen, eftersom även kvinnor hade kämpat för republikens införande. När de fick indikationer på att majoriteten av grupperna i parlamentet var emot detta, organiserade de sig i en förening under ledning av Tang Qunying för att utöva påtryckningar på parlamentet. 
Nüzi chanzheng tongmenghui bildades av Tang Qunying (grundare av Women’s Support Association), Zhang Hanying, Lin Zongsu (ordförande för Shanghai Women’s Political Consultative Conference), Wang Changguo (promotor av Hunan Changsha Women’s National Association), Shen Peizhen (grundare av Shanghai Women’s Shangwu Association), Chen Hongbi (grundare av Shanghai Aihua Company), Wu Mulan (grundare av Shanghai Women's League),  Zhang "Sophie" Zhaohan, He Xiangning och Cai Hui, med Tang Qunying som ordförande. Det var en paraplyorganisation som innefattade en rad kvinnoföreningar, främst Nüzi canzheng tongzhi hui, Nüzi shang wu hui, Nüzi houyuan hui, Hunan nuguomin hui och Nüzi tongmenghui. Det var den första nationella rösträttsföreningen i Kina, och början på den organiserade kampen för kvinnlig rösträtt.

## Verksamhetstid
Föreningen sammanträdde i Nanjing 8 april och fastställde då sitt manifest och syfte: att verka för att jämlikhet och lika rösträtt för båda könen skulle införas i den konstitution som just då skrevs. Den 11 mars 1912 offentliggjordes republiken Kinas konstitution, som uttryckligen reserverade rösträtten för män och uteslöt jämlikhet mellan könen. Tjugo medlemmar av rösträttsföreningen under ledning av Tang Qunying lämnade den 19 mars åhörarläktaren i parlamentet och trängde sig ned på parlamentsmedlemmarnas sittplatser i protest.  När parlamentets talman Lin Sen bad dem vänta med att framföra sina protester till nästa sammanträde om saken senare samma år, protesterade de verbalt.  Följande dag hindrades de av vakter från att ta sig in i salen. De organiserade då en demonstration utanför parlamentet i protest mot att de vägrades tillträde, slog in fönster och attackerade vakterna efter mönster från de brittiska suffragetterna.
Den 21 mars mötte Tang Qunying president Sun Yat-sen och fick hans personliga stöd; hans inflytande räckte dock inte för att få igenom kraven. Den 30 mars stormade rörelsens medlemmar det kinesiska parlamentet och drogs därifrån med våld av dess vakter. I april höll föreningen en nationell rösträttskongress och lät publicera sitt manifest om kvinnlig rösträtt, som via telegram spreds runt Kina som en nationell kampanj. I juli lades den nya rösträttslagen fram i parlamentet, där rösträtt uttryckligen reserverades för män; denna röstades formellt igenom och antogs av parlamentet 10 augusti 1912. Som protest stormade sextio rösträttsaktivister parlamentet. Mellan mars och november lämnade Tang Qunying enligt korrekt procedur fram tre petitioner till parlamentet som alla föreslog jämlikhet mellan könen, men som alla röstades ned; hennes sista försök var 6 november. 
Rösträttskampanjen mötte samtidigt ett bakslag vid Tongmenghui-partiets sammanslagning med Kuomintang. Tongmenghui stödde jämlikhet mellan könen, medan Kuomintang var konservativt och inte ens tillät kvinnor att vara fullvärdiga partimedlemmar. Tongmenghuis kvinnliga partimedlemmar under Tang Qunying motsatte sig därför sammanslagningen, men kunde inte förhindra den och den gick igenom 25 augusti. Därmed förlorade rösträttsrörelsen en viktig allierad i parlamentet.

## Upplösning
Den 2 september fick Tang Qunying ett meddelande av Sun Yat-sen, där han förklarade att hennes förslag var omöjliga att genomföra eftersom de saknade stöd i parlamentet, att kvinnlig rösträtt istället borde ses som ett långsiktigt mål, och rådde henne att istället fokusera på att förbättra kvinnors utbildningsmöjligheter för att göra dem redo för rösträtten vid ett senare datum. Tang Qunying ägnade sig därefter åt andra rättigheter för kvinnor: hon fokuserade främst på att öka utbildningsmöjligheterna för kvinnor, något hon också lyckades med genom att medverka till grundandet av en rad progressiva skolor och högskolor för flickor. Efter Sun Yat-sens avgång försämrades kvinnorörelsens möjligheter i Kina eftersom hans efterträdare, president Yuan Shikai, hade en mycket konservativ konfuciansk syn på kvinnor. I mars 1913 förbjöds kvinnorättsföreningen Nüzi chanzheng tongmenghui och en arresteringsorder utfärdades på Tang Qunying, som tvingades gå under jorden.

## Efterspel
Under de följande åren fanns inte förutsättningar för en organiserad nationell rösträttsrörelse när Kina splittrades och saknade ett samlat nationellt styre. Däremot förekom lokala rörelser, och flera lokalföreningar grundades från 1919 under ledning av Nujie lianhe hui (UWA), som lyckades genomdriva kvinnlig rösträtt i lokala konstitutioner i Hunan och Guangdong 1921 och i Sichuan 1923, där också kvinnor valdes in i de lokala parlamenten.  När Kina återigen enades under Kuomintang 1928 återupptogs en nationell kvinnorörelse, och kvinnlig rösträtt infördes slutligen i 1936 års konstitution, även om denna inte vann laga kraft förrän år 1947.